# Liste des stations du métro de Paris
Pour un article plus général, voir Métro de Paris.
La liste des stations du métro de Paris propose un aperçu des stations actuellement en service, fermées ou autres, du métro de Paris, en France. Le métro a ouvert en 1900 et comprend 321 stations à la date du 18 janvier 2025. Certaines stations étant partagées par plusieurs lignes (jusque 5 pour Châtelet et République), l'ensemble des « points d'arrêt » desservis s'élève à 405. Les stations fermées ne sont pas comptées dans le total.
Pour alléger les tableaux, seules les correspondances avec les transports guidés (RER, trains, tramways, funiculaire, etc.) et les correspondances en étroite relation avec la ligne sont données. Les autres correspondances, notamment avec les lignes de bus, sont reprises dans les articles de chaque station. 

## Stations en service
Le tableau ci-dessous présente la situation existante, faisant abstraction de tout ce qui est à l'état de projet ou en construction.
Les dates d'ouvertures sont celles du premier jour de service de la station, indépendamment des ouvertures ultérieures par ajout de nouvelles lignes.
| Station                                 | Ligne                         | Rang alpha- bétique | Date d'ouverture   | Situation                    | Commune                                    | Fréquentation annuelle 2021 | Correspondance                                                                             | Particularité (nom précédent)                                                                             | Image                                     |
| --------------------------------------- | ----------------------------- | ------------------- | ------------------ | ---------------------------- | ------------------------------------------ | --------------------------- | ------------------------------------------------------------------------------------------ | --- | ----------------------------------------- |
| Abbesses                                | (12)                          | 1                   | 31 octobre 1912    | Souterraine                  | Paris 18e                                  | +01 513 884,                | Funiculaire de Montmartre                                                                  | | Abbesses                                  |
| Aéroport d'Orly                         | (14)                          | 2                   | 24 juin 2024       | Souterraine                  | Paray-Vieille-Poste                        | /                           | Orlyval (Orly 4)                                                                           | Exploité par RATP Dev                                                                                     | Aéroport d'Orly                           |
| Aimé Césaire                            | (12)                          | 3                   | 31 mai 2022        | Souterraine                  | Aubervilliers                              | /                           |                                                                                            | | Aimé Césaire                              |
| Alésia                                  | (4)                           | 4                   | 30 octobre 1909    | Souterraine                  | Paris 14e                                  | +03 098 136,                |                                                                                            | | Alésia                                    |
| Alexandre Dumas                         | (2)                           | 5                   | 31 janvier 1903    | Souterraine                  | Paris 11e, Paris 20e                       | +02 476 608,                |                                                                                            | (jusqu'en 1970 : Bagnolet)                                                                                | Alexandre Dumas                           |
| Alma - Marceau                          | (9)                           | 6                   | 27 mai 1923        | Souterraine                  | Paris 8e, Paris 16e                        | +02 564 842,                |                                                                                            | | Alma - Marceau                            |
| Anatole France                          | (3)                           | 7                   | 24 septembre 1937  | Souterraine                  | Levallois-Perret                           | +02 311 825,                |                                                                                            | quais décalés                                                                                             | Anatole France                            |
| Anvers                                  | (2)                           | 8                   | 7 octobre 1902     | Souterraine                  | Paris 9e, Paris 18e                        | +03 420 749,                | Funiculaire de Montmartre                                                                  | | Anvers                                    |
| Argentine                               | (1)                           | 9                   | 1er septembre 1900 | Souterraine                  | Paris 16e, Paris 17e                       | +02 079 212,                |                                                                                            | (jusqu'en 1948 : Obligado)                                                                                | Argentine                                 |
| Arts et Métiers                         | (3) · (11)                    | 10                  | 19 octobre 1904    | Souterraine                  | Paris 3e                                   | +02 403 042,                |                                                                                            | | Arts et Métiers                           |
| Assemblée nationale                     | (12)                          | 11                  | 5 novembre 1910    | Souterraine                  | Paris 7e                                   | +00611 512,                 |                                                                                            | (jusqu'en 1989 : Chambre des Députés)                                                                     | Assemblée nationale                       |
| Aubervilliers - Pantin - Quatre Chemins | (7)                           | 12                  | 4 octobre 1979     | Souterraine                  | Aubervilliers, Pantin                      | +05 616 435,                |                                                                                            | | Aubervilliers - Pantin - Quatre Chemins   |
| Avenue Émile-Zola                       | (10)                          | 13                  | 13 juillet 1913    | Souterraine                  | Paris 15e                                  | +01 041 233,                |                                                                                            | (jusqu'en juillet 1937 : Commerce)                                                                        | Avenue Émile Zola                         |
| Avron                                   | (2)                           | 14                  | 2 avril 1903       | Souterraine                  | Paris 11e, Paris 20e                       | +01 345 521,                |                                                                                            | | Avron                                     |
| Bagneux - Lucie Aubrac                  | (4)                           | 15                  | 13 janvier 2022    | Souterraine                  | Bagneux                                    | /                           |                                                                                            | | Bagneux - Lucie Aubrac                    |
| Balard                                  | (8)                           | 16                  | 27 juillet 1937    | Souterraine                  | Paris 15e                                  | +03 236 801,                | (Suzanne Lenglen)                                                                          | | Balard                                    |
| Barbara                                 | (4)                           | 17                  | 13 janvier 2022    | Souterraine                  | Montrouge, Bagneux                         | /                           |                                                                                            | | Barbara                                   |
| Barbès - Rochechouart                   | (2) · (4)                     | 18                  | 26 mars 1903       | : Aérienne : Souterraine     | Paris 9e, Paris 10e, Paris 18e             | +05 390 939,                |                                                                                            | (jusqu'en 1907 : Boulevard Barbès)                                                                        | Barbès - Rochechouart                     |
| Basilique de Saint-Denis                | (13)                          | 19                  | 20 juin 1976       | Souterraine                  | Saint-Denis                                | +03 991 395,                | (T) · (1) · (5)                                                                            | (jusqu'en 1998 : Saint-Denis - Basilique)                                                                 | Basilique de Saint-Denis                  |
| Bastille                                | (1) · (5) · (8)               | 20                  | 19 juillet 1900    | : Fleur de sol : Souterraine | Paris 4e, Paris 11e, Paris 12e             | +08 069 243,                |                                                                                            | | Bastille                                  |
| Bel-Air                                 | (6)                           | 21                  | 1er mars 1909      | Fleur de sol                 | Paris 12e                                  | +01 605 573,                |                                                                                            | | Bel-Air                                   |
| Belleville                              | (2) · (11)                    | 22                  | 31 janvier 1903    | Souterraine                  | Paris 10e, Paris 11e, Paris 19e, Paris 20e | +07 314 438,                |                                                                                            | | Belleville                                |
| Bérault                                 | (1)                           | 23                  | 24 mars 1934       | Souterraine                  | Saint-Mandé, Vincennes                     | +02 106 827,                |                                                                                            | | Bérault                                   |
| Bercy                                   | (6) · (14)                    | 24                  | 1er mars 1909      | Souterraine                  | Paris 12e                                  | +03 884 212,                | Grandes lignes (Paris-Bercy)                                                               | | Bercy                                     |
| Bibliothèque François-Mitterrand        | (14)                          | 25                  | 15 octobre 1998    | Souterraine                  | Paris 13e                                  | +11 104 474,                | (Avenue de France)                                                                         | | Bibliothèque François Mitterrand          |
| Billancourt                             | (9)                           | 26                  | 3 février 1934     | Souterraine                  | Boulogne-Billancourt                       | +01 967 532,                |                                                                                            | | Billancourt                               |
| Bir-Hakeim                              | (6)                           | 27                  | 24 avril 1906      | Aérienne                     | Paris 15e                                  | +03 362 908,                | (Champ de Mars - Tour Eiffel)                                                              | (jusqu'en 1949 : Grenelle)                                                                                | Bir-Hakeim                                |
| Blanche                                 | (2)                           | 28                  | 21 octobre 1902    | Souterraine                  | Paris 9e, Paris 18e                        | +02 167 570,                |                                                                                            | | Blanche                                   |
| Bobigny - Pablo Picasso                 | (5)                           | 29                  | 25 avril 1985      | Souterraine                  | Bobigny                                    | +06 561 327,                | (T) · (1)                                                                                  | | Bobigny - Pablo Picasso                   |
| Bobigny - Pantin - Raymond Queneau      | (5)                           | 30                  | 25 avril 1985      | Souterraine                  | Bobigny, Pantin                            | +02 335 465,                |                                                                                            | | Bobigny - Pantin - Raymond Queneau        |
| Boissière                               | (6)                           | 31                  | 2 octobre 1900     | Souterraine                  | Paris 16e                                  | +01 224 181,                |                                                                                            | | Boissière                                 |
| Bolivar                                 | (7bis)                        | 32                  | 18 juillet 1911    | Souterraine                  | Paris 19e                                  | +00367 598,                 |                                                                                            | | Bolivar                                   |
| Bonne-Nouvelle                          | (8) · (9)                     | 33                  | 5 mai 1931         | Souterraine                  | Paris 2e, Paris 9e, Paris 10e              | +02 806 227,                |                                                                                            | | Bonne Nouvelle                            |
| Botzaris                                | (7bis)                        | 34                  | 18 janvier 1911    | Souterraine                  | Paris 19e                                  | +00669 323,                 |                                                                                            | | Botzaris                                  |
| Boucicaut                               | (8)                           | 35                  | 27 juillet 1937    | Souterraine                  | Paris 15e                                  | +02 288 055,                |                                                                                            | | Boucicaut                                 |
| Boulogne - Jean Jaurès                  | (10)                          | 36                  | 3 octobre 1980     | Souterraine                  | Boulogne-Billancourt                       | +02 700 354,                |                                                                                            | | Boulogne - Jean Jaurès                    |
| Boulogne - Pont de Saint-Cloud          | (10)                          | 37                  | 2 octobre 1981     | Souterraine                  | Boulogne-Billancourt                       | +02 182 738,                |                                                                                            | | Boulogne - Pont de Saint-Cloud            |
| Bourse                                  | (3)                           | 38                  | 19 octobre 1904    | Souterraine                  | Paris 2e                                   | +01 725 043,                |                                                                                            | | Bourse                                    |
| Bréguet - Sabin                         | (5)                           | 39                  | 31 décembre 1906   | Souterraine                  | Paris 11e                                  | +01 490 160,                |                                                                                            | | Bréguet - Sabin                           |
| Brochant                                | (13)                          | 40                  | 20 janvier 1912    | Souterraine                  | Paris 17e                                  | +01 543 298,                |                                                                                            | | Brochant                                  |
| Buttes Chaumont                         | (7bis)                        | 41                  | 13 février 1912    | Souterraine                  | Paris 19e                                  | +00358 301,                 |                                                                                            | | Buttes Chaumont                           |
| Buzenval                                | (9)                           | 42                  | 10 décembre 1933   | Souterraine                  | Paris 20e                                  | +01 448 855,                |                                                                                            | | Buzenval                                  |
| Cadet                                   | (7)                           | 43                  | 5 novembre 1910    | Souterraine                  | Paris 9e                                   | +01 843 984,                |                                                                                            | | Cadet                                     |
| Cambronne                               | (6)                           | 44                  | 24 avril 1906      | Aérienne                     | Paris 15e                                  | +01 636 566,                |                                                                                            | | Cambronne                                 |
| Campo-Formio                            | (5)                           | 45                  | 2 juin 1906        | Souterraine                  | Paris 13e                                  | +01 016 150,                |                                                                                            | | Campo-Formio                              |
| Cardinal Lemoine                        | (10)                          | 46                  | 26 avril 1931      | Souterraine                  | Paris 5e                                   | +01 121 854,                |                                                                                            | | Cardinal Lemoine                          |
| Carrefour Pleyel                        | (13)                          | 47                  | 30 juin 1952       | Souterraine                  | Saint-Denis                                | +01 535 528,                |                                                                                            | | Carrefour Pleyel                          |
| Censier - Daubenton                     | (7)                           | 48                  | 15 février 1930    | Souterraine                  | Paris 5e                                   | +02 291 843,                |                                                                                            | | Censier - Daubenton                       |
| Champs-Élysées - Clemenceau             | (1) · (13)                    | 49                  | 19 juillet 1900    | Souterraine                  | Paris 8e                                   | +01 909 005,                |                                                                                            | (jusqu'en 1931 : Champs-Élysées)                                                                          | Champs-Élysées - Clemenceau               |
| Chardon-Lagache                         | (10)                          | 50                  | 30 septembre 1913  | Souterraine                  | Paris 16e                                  | +00482 053,                 |                                                                                            | quai direction Gare d'Austerlitz uniquement                                                               | Chardon-Lagache                           |
| Charenton - Écoles                      | (8)                           | 51                  | 5 octobre 1942     | Souterraine                  | Charenton-le-Pont                          | +02 164 023,                |                                                                                            | | Charenton - Écoles                        |
| Charles de Gaulle - Étoile              | (1) · (2) · (6)               | 52                  | 1er septembre 1900 | Souterraine                  | Paris 8e, Paris 16e, Paris 17e             | +04 291 663,                | (RER) · (A)                                                                                | (jusqu'en 1970 : Étoile) : Terminus officiel (sur boucle)                                                 | Charles de Gaulle - Etoile                |
| Charles Michels                         | (10)                          | 53                  | 13 juillet 1913    | Souterraine                  | Paris 15e                                  | +03 079 569,                |                                                                                            | (jusqu'en 1945 : Beaugrenelle)                                                                            | Charles Michels                           |
| Charonne                                | (9)                           | 54                  | 10 décembre 1933   | Souterraine                  | Paris 11e                                  | +02 705 320,                |                                                                                            | | Charonne                                  |
| Château d'Eau                           | (4)                           | 55                  | 21 avril 1908      | Souterraine                  | Paris 10e                                  | +02 687 103,                |                                                                                            | | Château d’Eau                             |
| Château de Vincennes                    | (1)                           | 56                  | 24 mars 1934       | Souterraine                  | Paris 12e, Vincennes                       | +03 617 738,                |                                                                                            | | Château de Vincennes                      |
| Château-Landon                          | (7)                           | 57                  | 5 novembre 1910    | Souterraine                  | Paris 10e                                  | +01 140 353,                | , grandes lignes (Gare de l'Est)                                                           | | Château-Landon                            |
| Château Rouge                           | (4)                           | 58                  | 21 avril 1908      | Souterraine                  | Paris 18e                                  | +05 841 122,                |                                                                                            | | Château Rouge                             |
| Châtelet                                | (1) · (4) · (7) · (11) · (14) | 59                  | 6 août 1900        | Souterraine                  | Paris 1er, Paris 4e                        | +08 350 794,                | (Châtelet - Les Halles)                                                                    | (jusqu'en 1926 : Pont Notre-Dame et de 1926 à 1934 : Pont Notre-Dame - Pont au Change ligne 7 uniquement) | Châtelet                                  |
| Châtillon - Montrouge                   | (13)                          | 60                  | 9 novembre 1976    | Aérienne                     | Châtillon, Montrouge                       | +05 034 012,                | (T) · (6)                                                                                  | | Châtillon - Montrouge                     |
| Chaussée d'Antin - La Fayette           | (7) · (9)                     | 61                  | 5 novembre 1910    | Souterraine                  | Paris 9e                                   | +04 251 916,                |                                                                                            | | Chaussée d’Antin - La Fayette             |
| Chemin Vert                             | (8)                           | 62                  | 5 mai 1931         | Souterraine                  | Paris 3e, Paris 11e                        | +01 018 958,                |                                                                                            | | Chemin Vert                               |
| Chevaleret                              | (6)                           | 63                  | 1er mars 1909      | Aérienne                     | Paris 13e                                  | +02 748 696,                |                                                                                            | | Chevaleret                                |
| Chevilly-Larue                          | (14)                          | 64                  | 24 juin 2024       | Souterraine                  | Chevilly-Larue                             | /                           | Tvm                                                                                        | | Chevilly-Larue                            |
| Cité                                    | (4)                           | 65                  | 9 janvier 1910     | Souterraine                  | Paris 4e                                   | +01 004 657,                |                                                                                            | | Cité                                      |
| Cluny - La Sorbonne                     | (10)                          | 66                  | 15 février 1930    | Souterraine                  | Paris 5e                                   | +01 261 818,                | (Saint-Michel - Notre-Dame)                                                                | (jusqu'en 1939 : Cluny) fermée de 1939 à 1988                                                             | Cluny - La Sorbonne                       |
| Colonel Fabien                          | (2)                           | 67                  | 31 janvier 1903    | Souterraine                  | Paris 10e, Paris 19e                       | +03 043 606,                |                                                                                            | (jusqu'en 1945 : Combat)                                                                                  | Colonel Fabien                            |
| Commerce                                | (8)                           | 68                  | 27 juillet 1937    | Souterraine                  | Paris 15e                                  | +02 212 666,                |                                                                                            | quais décalés                                                                                             | Commerce                                  |
| Concorde                                | (1) · (8) · (12)              | 69                  | 13 août 1900       | Souterraine                  | Paris 1er, Paris 8e                        | +03 401 219,                |                                                                                            | | Concorde                                  |
| Convention                              | (12)                          | 70                  | 5 novembre 1910    | Souterraine                  | Paris 15e                                  | +03 734 750,                |                                                                                            | | Convention                                |
| Corentin Cariou                         | (7)                           | 71                  | 5 novembre 1910    | Souterraine                  | Paris 19e                                  | +01 697 076,                |                                                                                            | (jusqu'en 1946 : Pont de Flandres)                                                                        | Corentin Cariou                           |
| Corentin Celton                         | (12)                          | 72                  | 24 mars 1934       | Souterraine                  | Issy-les-Moulineaux                        | +02 504 682,                |                                                                                            | (jusqu'en 1945 : Petits Ménages)                                                                          | Corentin Celton                           |
| Corvisart                               | (6)                           | 73                  | 24 avril 1906      | Aérienne                     | Paris 13e                                  | +01 570 331,                |                                                                                            | | Corvisart                                 |
| Coteaux Beauclair                       | (11)                          | 74                  | 13 juin 2024       | Aérienne                     | Rosny-sous-Bois, Noisy-le-Sec              | /                           |                                                                                            | | Coteaux Beauclair                         |
| Cour Saint-Émilion                      | (14)                          | 75                  | 15 octobre 1998    | Souterraine                  | Paris 12e                                  | +02 985 122,                |                                                                                            | | Cour Saint-Émilion                        |
| Courcelles                              | (2)                           | 76                  | 7 octobre 1902     | Souterraine                  | Paris 8e, Paris 17e                        | +01 583 429,                |                                                                                            | | Courcelles                                |
| Couronnes                               | (2)                           | 77                  | 31 janvier 1903    | Souterraine                  | Paris 11e, Paris 20e                       | +02 151 515,                |                                                                                            | | Couronnes                                 |
| Créteil - L'Échat                       | (8)                           | 78                  | 24 septembre 1973  | Fleur de sol                 | Créteil                                    | +01 660 120,                |                                                                                            | | Créteil - L'Échat                         |
| Créteil - Préfecture                    | (8)                           | 79                  | 9 septembre 1974   | Fleur de sol                 | Créteil                                    | +03 330 602,                |                                                                                            | | Créteil – Préfecture                      |
| Créteil - Université                    | (8)                           | 80                  | 9 septembre 1974   | Fleur de sol                 | Créteil                                    | +02 496 595,                |                                                                                            | | Créteil - Université                      |
| Crimée                                  | (7)                           | 81                  | 5 novembre 1910    | Souterraine                  | Paris 19e                                  | +03 543 952,                |                                                                                            | | Crimée                                    |
| Croix de Chavaux                        | (9)                           | 82                  | 14 octobre 1937    | Souterraine                  | Montreuil                                  | +03 729 545,                |                                                                                            | | Croix de Chavaux                          |
| Danube                                  | (7bis)                        | 83                  | 18 janvier 1911    | Souterraine                  | Paris 19e                                  | +00400 157,                 |                                                                                            | quai direction Louis Blanc uniquement                                                                     | Danube                                    |
| Daumesnil                               | (6) · (8)                     | 84                  | 1er mars 1909      | Souterraine                  | Paris 12e                                  | +03 634 023,                |                                                                                            | | Daumesnil                                 |
| Denfert-Rochereau                       | (4) · (6)                     | 85                  | 30 octobre 1909    | Souterraine                  | Paris 14e                                  | +02 543 959,                | (RER) · (B)                                                                                | | Denfert-Rochereau                         |
| Dugommier                               | (6)                           | 86                  | 1er mars 1909      | Souterraine                  | Paris 12e                                  | +01 725 412,                |                                                                                            | (jusqu'en 1939 : Charenton)                                                                               | Dugommier                                 |
| Dupleix                                 | (6)                           | 87                  | 24 avril 1906      | Aérienne                     | Paris 15e                                  | +02 028 963,                |                                                                                            | | Dupleix                                   |
| Duroc                                   | (10) · (13)                   | 88                  | 30 décembre 1923   | Souterraine                  | Paris 6e, Paris 7e, Paris 15e              | +02 645 064,                |                                                                                            | | Duroc                                     |
| École Militaire                         | (8)                           | 89                  | 13 juillet 1913    | Souterraine                  | Paris 7e                                   | +02 805 976,                |                                                                                            | | École Militaire                           |
| École vétérinaire de Maisons-Alfort     | (8)                           | 90                  | 19 septembre 1970  | Souterraine                  | Maisons-Alfort                             | +02 269 487,                |                                                                                            | (jusqu'en 1996 : Maisons-Alfort - École vétérinaire)                                                      | École vétérinaire de Maisons-Alfort       |
| Edgar Quinet                            | (6)                           | 91                  | 24 avril 1906      | Souterraine                  | Paris 14e                                  | +01 349 178,                |                                                                                            | | Edgar Quinet                              |
| Église d'Auteuil                        | (10)                          | 92                  | 30 septembre 1913  | Souterraine                  | Paris 16e                                  | +00124 941,                 |                                                                                            | (jusqu'en 1921 : Wilhem) quai direction Boulogne uniquement                                               | Église d’Auteuil                          |
| Église de Pantin                        | (5)                           | 93                  | 12 octobre 1942    | Souterraine                  | Pantin                                     | +02 832 467,                |                                                                                            | | Église de Pantin                          |
| Esplanade de la Défense                 | (1)                           | 94                  | 1er avril 1992     | Souterraine                  | Courbevoie, Puteaux                        | +04 708 183,                |                                                                                            | | Esplanade de la Défense                   |
| Étienne Marcel                          | (4)                           | 95                  | 21 avril 1908      | Souterraine                  | Paris 1er, Paris 2e                        | +01 705 639,                |                                                                                            | | Étienne Marcel                            |
| Europe                                  | (3)                           | 96                  | 19 octobre 1904    | Souterraine                  | Paris 8e                                   | +01 106 459,                |                                                                                            | | Europe                                    |
| Exelmans                                | (9)                           | 97                  | 8 novembre 1922    | Souterraine                  | Paris 16e                                  | +01 607 223,                |                                                                                            | | Exelmans                                  |
| Faidherbe - Chaligny                    | (8)                           | 98                  | 5 mai 1931         | Souterraine                  | Paris 11e, Paris 12e                       | +02 190 416,                |                                                                                            | | Faidherbe - Chaligny                      |
| Falguière                               | (12)                          | 99                  | 5 novembre 1910    | Souterraine                  | Paris 15e                                  | +00650 291,                 |                                                                                            | | Falguière                                 |
| Félix Faure                             | (8)                           | 100                 | 27 juillet 1937    | Souterraine                  | Paris 15e                                  | +01 161 978,                |                                                                                            | | Félix Faure                               |
| Filles du Calvaire                      | (8)                           | 101                 | 5 mai 1931         | Souterraine                  | Paris 3e, Paris 11e                        | +01 093 673,                |                                                                                            | | Filles du Calvaire                        |
| Fort d'Aubervilliers                    | (7)                           | 102                 | 4 octobre 1979     | Souterraine                  | Aubervilliers                              | +03 103 518,                |                                                                                            | | Fort d’Aubervilliers                      |
| Franklin D. Roosevelt                   | (1) · (9)                     | 103                 | 19 juillet 1900    | Souterraine                  | Paris 8e                                   | +06 173 830,                |                                                                                            | (jusqu'en 1942 : Marbeuf ; de 1942 à 1946 : Marbeuf - Rond-Point des Champs-Élysées)                      | Franklin D. Roosevelt                     |
| Front populaire                         | (12)                          | 104                 | 18 décembre 2012   | Souterraine                  | Aubervilliers, Saint-Denis                 | +01 948 542,                |                                                                                            | | Front populaire                           |
| Gabriel Péri                            | (13)                          | 105                 | 3 mai 1980         | Souterraine                  | Asnières-sur-Seine, Gennevilliers          | +03 790 573,                |                                                                                            | (jusqu'en 2008 : Gabriel Péri – Asnières – Gennevilliers)                                                 | Gabriel Péri                              |
| Gaîté                                   | (13)                          | 106                 | 21 janvier 1937    | Souterraine                  | Paris 14e                                  | +01 644 148,                |                                                                                            | | Gaîté                                     |
| Gallieni                                | (3)                           | 107                 | 2 avril 1971       | Souterraine                  | Bagnolet                                   | +03 899 195,                |                                                                                            | | Gallieni                                  |
| Gambetta                                | (3) · (3bis)                  | 108                 | 25 janvier 1905    | Souterraine                  | Paris 20e                                  | +04 796 724,                |                                                                                            | | Gambetta                                  |
| Gare d'Austerlitz                       | (5) · (10)                    | 109                 | 2 juin 1906        | : Aérienne : Souterraine     | Paris 5e, Paris 13e                        | +06 318 543,                | , grandes lignes                                                                           | (jusqu'en 1930 : Gare d'Orléans ; de 1930 à 1985 : Gare d'Orléans - Austerlitz)                           | Gare d'Austerlitz                         |
| Gare de l'Est                           | (4) · (5) · (7)               | 110                 | 15 novembre 1907   | Souterraine                  | Paris 10e                                  | +15 538 471,                | , grandes lignes                                                                           | : quais communs entre les deux lignes                                                                     | Gare de l'Est                             |
| Gare de Lyon                            | (1) · (14)                    | 111                 | 19 juillet 1900    | Souterraine                  | Paris 12e                                  | +28 640 475,                | , , grandes lignes                                                                         | | Gare de Lyon                              |
| Gare du Nord                            | (4) · (5)                     | 112                 | 15 novembre 1907   | Souterraine                  | Paris 10e                                  | +34 503 097,                | , , grandes lignes (Magenta)                                                               | station de la ligne 5 déplacée le 5 octobre 1942                                                          | Gare du Nord                              |
| Garibaldi                               | (13)                          | 113                 | 30 juin 1952       | Souterraine                  | Saint-Ouen-sur-Seine                       | +01 965 002,                |                                                                                            | | Garibaldi                                 |
| George V                                | (1)                           | 114                 | 13 août 1900       | Souterraine                  | Paris 8e                                   | +03 842 260,                |                                                                                            | (jusqu'en 1920 : Alma)                                                                                    | George V                                  |
| Glacière                                | (6)                           | 115                 | 24 avril 1906      | Aérienne                     | Paris 13e                                  | +03 005 750,                |                                                                                            | | Glacière                                  |
| Goncourt                                | (11)                          | 116                 | 28 avril 1935      | Souterraine                  | Paris 10e, Paris 11e                       | +02 199 170,                |                                                                                            | | Goncourt                                  |
| Grands Boulevards                       | (8) · (9)                     | 117                 | 5 mai 1931         | Souterraine                  | Paris 2e, Paris 9e                         | +03 737 316,                |                                                                                            | (jusqu'en 1998 : Montmartre puis Rue Montmartre)                                                          | Grands Boulevards                         |
| Guy Môquet                              | (13)                          | 118                 | 26 février 1911    | Souterraine                  | Paris 17e, Paris 18e                       | +02 205 313,                |                                                                                            | (jusqu'en 1912 : Carrefour Marcadet ; de 1912 à 1946 : Marcadet - Balagny)                                | Guy Môquet                                |
| Havre - Caumartin                       | (3) · (9)                     | 119                 | 19 octobre 1904    | Souterraine                  | Paris 9e                                   | +05 894 982,                | (Auber) (Haussmann - Saint-Lazare)                                                         | (jusqu'en 1926 : Caumartin)                                                                               | Havre - Caumartin                         |
| Hoche                                   | (5)                           | 120                 | 12 octobre 1942    | Souterraine                  | Pantin                                     | +03 928 404,                |                                                                                            | | Hoche                                     |
| Hôpital Bicêtre                         | (14)                          | 121                 | 24 juin 2024       | Souterraine                  | Le Kremlin-Bicêtre, Gentilly               | /                           |                                                                                            | | Hôpital Bicêtre                           |
| Hôtel de Ville                          | (1) · (11)                    | 122                 | 19 juillet 1900    | Souterraine                  | Paris 4e                                   | +07 251 729,                |                                                                                            | | Hôtel de Ville                            |
| Iéna                                    | (9)                           | 123                 | 27 mai 1923        | Souterraine                  | Paris 16e                                  | +01 646 925,                |                                                                                            | | Iéna                                      |
| Invalides                               | (8) · (13)                    | 124                 | 13 juillet 1913    | Souterraine                  | Paris 7e                                   | +03 482 080,                | (RER) · (C)                                                                                | ligne 13 : ligne 10 de l'ouverture à 1937, ligne 14 de 1937 à 1976                                        | Invalides                                 |
| Jacques Bonsergent                      | (5)                           | 125                 | 17 décembre 1906   | Souterraine                  | Paris 10e                                  | +01 743 989,                |                                                                                            | (jusqu'en 1946 : Lancry)                                                                                  | Jacques Bonsergent                        |
| Jasmin                                  | (9)                           | 126                 | 8 novembre 1922    | Souterraine                  | Paris 16e                                  | +01 418 238,                |                                                                                            | | Jasmin                                    |
| Jaurès                                  | (2) · (5) · (7bis)            | 127                 | 23 février 1903    | : Aérienne : Souterraine     | Paris 10e, Paris 19e                       | +04 055 461,                |                                                                                            | (jusqu'en 1914 : Rue d'Allemagne) ligne 7bis : ligne 7 de l'ouverture à 1967                              | Jaurès                                    |
| Javel - André Citroën                   | (10)                          | 128                 | 30 septembre 1913  | Souterraine                  | Paris 15e                                  | +01 589 561,                | (Javel)                                                                                    | | Javel - André Citroën                     |
| Jourdain                                | (11)                          | 129                 | 28 avril 1935      | Souterraine                  | Paris 19e, Paris 20e                       | +01 881 321,                |                                                                                            | | Jourdain                                  |
| Jules Joffrin                           | (12)                          | 130                 | 31 octobre 1912    | Souterraine                  | Paris 18e                                  | +02 854 819,                |                                                                                            | | Jules Joffrin                             |
| Jussieu                                 | (7) · (10)                    | 131                 | 26 avril 1931      | Souterraine                  | Paris 5e                                   | +02 889 642,                |                                                                                            | | Jussieu                                   |
| Kléber                                  | (6)                           | 132                 | 2 octobre 1900     | Souterraine                  | Paris 16e                                  | +00724 215,                 |                                                                                            | Terminus technique (régulation)                                                                           | Kléber                                    |
| La Chapelle                             | (2)                           | 133                 | 31 janvier 1903    | Aérienne                     | Paris 10e, Paris 18e                       | +04 855 531,                | , , grandes lignes (Gare du Nord) (Magenta)                                                | | La Chapelle                               |
| La Courneuve - 8 Mai 1945               | (7)                           | 134                 | 6 mai 1987         | Souterraine                  | La Courneuve                               | +04 924 444,                | (T) · (1)                                                                                  | | La Courneuve - 8 Mai 1945                 |
| La Défense                              | (1)                           | 135                 | 1er avril 1992     | Souterraine                  | Puteaux                                    | +09 256 802,                | (RER) · (A) · (E) · Transilien · Ligne L du Transilien · Ligne U du Transilien · (T) · (2) | (jusqu'en 1997 : Grande Arche de la Défense)                                                              | La Défense                                |
| La Dhuys                                | (11)                          | 136                 | 13 juin 2024       | Souterraine                  | Montreuil, Rosny-sous-Bois                 | /                           |                                                                                            | | La Dhuys                                  |
| La Fourche                              | (13)                          | 137                 | 26 février 1911    | Souterraine                  | Paris 17e, Paris 18e                       | +01 829 271,                |                                                                                            | | La Fourche                                |
| La Motte-Picquet - Grenelle             | (6) · (8) · (10)              | 138                 | 24 avril 1906      | : Aérienne, : Souterraine    | Paris 15e                                  | +05 117 708,                |                                                                                            | (jusqu'en 1913 : La Motte-Picquet) : quai commun pour une direction                                       | La Motte-Picquet - Grenelle               |
| La Muette                               | (9)                           | 139                 | 8 novembre 1922    | Souterraine                  | Paris 16e                                  | +03 010 370,                | (Boulainvilliers)                                                                          | | La Muette                                 |
| La Tour-Maubourg                        | (8)                           | 140                 | 13 juillet 1913    | Souterraine                  | Paris 7e                                   | +01 361 723,                |                                                                                            | | La Tour-Maubourg                          |
| Lamarck - Caulaincourt                  | (12)                          | 141                 | 31 octobre 1912    | Souterraine                  | Paris 18e                                  | +01 875 717,                |                                                                                            | | Lamarck - Caulaincourt                    |
| Laumière                                | (5)                           | 142                 | 12 octobre 1942    | Souterraine                  | Paris 19e                                  | +03 258 568,                |                                                                                            | | Laumière                                  |
| Le Kremlin-Bicêtre                      | (7)                           | 143                 | 10 décembre 1982   | Souterraine                  | Le Kremlin-Bicêtre                         | +02 925 325,                |                                                                                            | | Le Kremlin-Bicêtre                        |
| Le Peletier                             | (7)                           | 144                 | 6 juin 1911        | Souterraine                  | Paris 9e                                   | +01 677 832,                |                                                                                            | | Le Peletier                               |
| Ledru-Rollin                            | (8)                           | 145                 | 5 mai 1931         | Souterraine                  | Paris 11e, Paris 12e                       | +02 570 283,                |                                                                                            | | Ledru-Rollin                              |
| Les Agnettes                            | (13)                          | 146                 | 14 juin 2008       | Souterraine                  | Asnières-sur-Seine, Gennevilliers          | +01 890 356,                |                                                                                            | | Les Agnettes                              |
| Les Courtilles                          | (13)                          | 147                 | 14 juin 2008       | Souterraine                  | Asnières-sur-Seine, Gennevilliers          | +02 802 689,                | (T) · (1)                                                                                  | | Asnières - Gennevilliers - Les Courtilles |
| Les Gobelins                            | (7)                           | 148                 | 15 février 1930    | Souterraine                  | Paris 13e                                  | +02 365 942,                |                                                                                            | | Les Gobelins                              |
| Les Halles                              | (4)                           | 149                 | 21 avril 1908      | Souterraine                  | Paris 1er                                  | +10 623 876,                | (Châtelet - Les Halles)                                                                    | station déplacée                                                                                          | Les Halles                                |
| Les Sablons                             | (1)                           | 150                 | 29 avril 1937      | Souterraine                  | Neuilly-sur-Seine                          | +03 954 920,                |                                                                                            | | Les Sablons                               |
| L'Haÿ-les-Roses                         | (14)                          | 151                 | 24 juin 2024       | Souterraine                  | L'Haÿ-les-Roses, Chevilly-Larue            | /                           |                                                                                            | | L'Haÿ-les-Roses                           |
| Liberté                                 | (8)                           | 152                 | 5 octobre 1942     | Souterraine                  | Charenton-le-Pont                          | +01 704 609,                |                                                                                            | | Liberté                                   |
| Liège                                   | (13)                          | 153                 | 26 février 1911    | Souterraine                  | Paris 8e, Paris 9e                         | +01 143 956,                |                                                                                            | (jusqu'en 1914 : Berlin) quais décalés, fermée de 1939 à 1968                                             | Liège                                     |
| Louis Blanc                             | (7) · (7bis)                  | 154                 | 23 novembre 1910   | Souterraine                  | Paris 10e                                  | +01 548 029,                |                                                                                            | quais communs entre les deux lignes ; ligne 7 bis à partir de 1967                                        | Louis Blanc                               |
| Louise Michel                           | (3)                           | 155                 | 24 septembre 1937  | Souterraine                  | Levallois-Perret                           | +02 319 185,                |                                                                                            | (jusqu'en 1946 : Vallier)                                                                                 | Louise Michel                             |
| Lourmel                                 | (8)                           | 156                 | 27 juillet 1937    | Souterraine                  | Paris 15e                                  | +01 696 432,                |                                                                                            | | Lourmel                                   |
| Louvre - Rivoli                         | (1)                           | 157                 | 13 août 1900       | Souterraine                  | Paris 1er                                  | +01 869 612,                |                                                                                            | (jusqu'en 1989 : Louvre)                                                                                  | Louvre - Rivoli                           |
| Mabillon                                | (10)                          | 158                 | 10 mars 1925       | Souterraine                  | Paris 6e                                   | +01 195 051,                |                                                                                            | | Mabillon                                  |
| Madeleine                               | (8) · (12) · (14)             | 159                 | 5 novembre 1910    | Souterraine                  | Paris 1er, Paris 8e                        | +05 330 928,                |                                                                                            | | Madeleine                                 |
| Mairie d'Aubervilliers                  | (12)                          | 160                 | 31 mai 2022        | Souterraine                  | Aubervilliers                              | /                           |                                                                                            | | Mairie d'Aubervillliers                   |
| Mairie d'Issy                           | (12)                          | 161                 | 24 mars 1934       | Souterraine                  | Issy-les-Moulineaux                        | +02 874 138,                |                                                                                            | | Mairie d’Issy                             |
| Mairie d'Ivry                           | (7)                           | 162                 | 1er mai 1946       | Souterraine                  | Ivry-sur-Seine                             | +02 042 071,                |                                                                                            | | Mairie d’Ivry                             |
| Mairie de Clichy                        | (13)                          | 163                 | 3 mai 1980         | Souterraine                  | Clichy                                     | +04 043 071,                |                                                                                            | | Mairie de Clichy                          |
| Mairie de Montreuil                     | (9)                           | 164                 | 14 octobre 1937    | Souterraine                  | Montreuil                                  | +06 158 487,                |                                                                                            | | Mairie de Montreuil                       |
| Mairie de Montrouge                     | (4)                           | 165                 | 23 mars 2013       | Souterraine                  | Montrouge                                  | +04 316 647,                |                                                                                            | | Mairie de Montrouge                       |
| Mairie de Saint-Ouen                    | (13) · (14)                   | 166                 | 30 juin 1952       | Souterraine                  | Saint-Ouen-sur-Seine                       | +04 830 810,                |                                                                                            | | Mairie de Saint-Ouen                      |
| Mairie des Lilas                        | (11)                          | 167                 | 17 février 1937    | Souterraine                  | Les Lilas                                  | +02 894 622,                |                                                                                            | | Mairie des Lilas                          |
| Maison Blanche                          | (7) · (14)                    | 168                 | 7 mars 1930        | Souterraine                  | Paris 13e                                  | +01 203 631,                |                                                                                            | | Maison Blanche                            |
| Maisons-Alfort - Les Juilliottes        | (8)                           | 169                 | 24 avril 1972      | Souterraine                  | Maisons-Alfort                             | +01 297 495,                |                                                                                            | | Maisons-Alfort – Les Juilliottes          |
| Maisons-Alfort - Stade                  | (8)                           | 170                 | 19 septembre 1970  | Souterraine                  | Maisons-Alfort                             | +01 702 479,                |                                                                                            | | Maisons-Alfort - Stade                    |
| Malakoff - Plateau de Vanves            | (13)                          | 171                 | 9 novembre 1976    | Souterraine                  | Malakoff, Vanves                           | +02 242 320,                |                                                                                            | | Malakoff - Plateau de Vanves              |
| Malakoff - Rue Étienne-Dolet            | (13)                          | 172                 | 9 novembre 1976    | Aérienne                     | Malakoff                                   | +01 450 451,                |                                                                                            | | Malakoff - Rue Étienne Dolet              |
| Malesherbes                             | (3)                           | 173                 | 23 mai 1910        | Souterraine                  | Paris 17e                                  | +01 427 143,                |                                                                                            | | Malesherbes                               |
| Maraîchers                              | (9)                           | 174                 | 10 décembre 1933   | Souterraine                  | Paris 20e                                  | +01 994 064,                |                                                                                            | | Maraîchers                                |
| Marcadet - Poissonniers                 | (4) · (12)                    | 175                 | 21 avril 1908      | Souterraine                  | Paris 18e                                  | +03 982 005,                |                                                                                            | (jusqu'en 1931 : Marcadet pour la ligne 4, Poissonniers pour la ligne 12)                                 | Marcadet - Poissonniers                   |
| Marcel Sembat                           | (9)                           | 176                 | 3 février 1934     | Souterraine                  | Boulogne-Billancourt                       | +03 874 792,                |                                                                                            | | Marcel Sembat                             |
| Marx Dormoy                             | (12)                          | 177                 | 23 août 1916       | Souterraine                  | Paris 18e                                  | +02 425 928,                |                                                                                            | (jusqu'en 1946 : Torcy)                                                                                   | Marx Dormoy                               |
| Maubert - Mutualité                     | (10)                          | 178                 | 15 février 1930    | Souterraine                  | Paris 5e                                   | +01 280 387,                |                                                                                            | | Maubert - Mutualité                       |
| Ménilmontant                            | (2)                           | 179                 | 31 janvier 1903    | Souterraine                  | Paris 11e, Paris 20e                       | +02 847 264,                |                                                                                            | | Ménilmontant                              |
| Michel Bizot                            | (8)                           | 180                 | 5 mai 1931         | Souterraine                  | Paris 12e                                  | +01 403 416,                |                                                                                            | | Michel Bizot                              |
| Michel-Ange - Auteuil                   | (9) · (10)                    | 181                 | 30 septembre 1913  | Souterraine                  | Paris 16e                                  | +01 512 050,                |                                                                                            | : quai direction Boulogne uniquement et ligne 8 de l'ouverture à 1937                                     | Michel-Ange - Auteuil                     |
| Michel-Ange - Molitor                   | (9) · (10)                    | 182                 | 30 septembre 1913  | Souterraine                  | Paris 16e                                  | +01 420 552,                |                                                                                            | : quai direction Gare d'Austerlitz uniquement et ligne 8 de l'ouverture à 1937                            | Michel-Ange - Molitor                     |
| Mirabeau                                | (10)                          | 183                 | 30 septembre 1913  | Souterraine                  | Paris 16e                                  | +01 001 302,                |                                                                                            | quai direction Gare d'Austerlitz uniquement                                                               | Mirabeau                                  |
| Miromesnil                              | (9) · (13)                    | 184                 | 27 mai 1923        | Souterraine                  | Paris 8e                                   | +03 647 255,                |                                                                                            | | Miromesnil                                |
| Monceau                                 | (2)                           | 185                 | 7 octobre 1902     | Souterraine                  | Paris 8e                                   | +01 148 677,                |                                                                                            | | Monceau                                   |
| Montgallet                              | (8)                           | 186                 | 5 mai 1931         | Souterraine                  | Paris 12e                                  | +01 108 395,                |                                                                                            | | Montgallet                                |
| Montparnasse - Bienvenüe                | (4) · (6) · (12) · (13)       | 187                 | 24 avril 1906      | Souterraine                  | Paris 6e, Paris 14e, Paris 15e             | +20 407 224,                | , grandes lignes (Paris-Montparnasse)                                                      | (jusqu'en 1946 : différents noms en fonction des lignes ; voir l'article sur la station)                  | Montparnasse - Bienvenüe                  |
| Montreuil - Hôpital                     | (11)                          | 188                 | 13 juin 2024       | Souterraine                  | Montreuil, Noisy-le-Sec                    | /                           |                                                                                            | | Montreuil - Hôpital                       |
| Mouton-Duvernet                         | (4)                           | 189                 | 30 octobre 1909    | Souterraine                  | Paris 14e                                  | +01 131 403,                |                                                                                            | | Mouton-Duvernet                           |
| Nation                                  | (1) · (2) · (6) · (9)         | 190                 | 19 juillet 1900    | Souterraine                  | Paris 11e, Paris 12e                       | +06 050 797,                | (RER) · (A)                                                                                | | Nation                                    |
| Nationale                               | (6)                           | 191                 | 1er mars 1909      | Aérienne                     | Paris 13e                                  | +01 320 290,                |                                                                                            | | Nationale                                 |
| Notre-Dame-de-Lorette                   | (12)                          | 192                 | 5 novembre 1910    | Souterraine                  | Paris 9e                                   | +01 893 828,                |                                                                                            | | Notre-Dame-de-Lorette                     |
| Notre-Dame-des-Champs                   | (12)                          | 193                 | 5 novembre 1910    | Souterraine                  | Paris 6e                                   | +01 487 256,                |                                                                                            | | Notre-Dame-des-Champs                     |
| Oberkampf                               | (5) · (9)                     | 194                 | 15 janvier 1907    | Souterraine                  | Paris 11e                                  | +03 205 110,                |                                                                                            | | Oberkampf                                 |
| Odéon                                   | (4) · (10)                    | 195                 | 9 janvier 1910     | Souterraine                  | Paris 6e                                   | +03 478 491,                |                                                                                            | | Odéon                                     |
| Olympiades                              | (14)                          | 196                 | 26 juin 2007       | Souterraine                  | Paris 13e                                  | +05 214 595,                |                                                                                            | | Olympiades                                |
| Opéra                                   | (3) · (7) · (8)               | 197                 | 19 octobre 1904    | Souterraine                  | Paris 2e, Paris 9e                         | +05 193 831,                | (Auber)                                                                                    | | Opéra                                     |
| Ourcq                                   | (5)                           | 198                 | 21 mars 1947       | Souterraine                  | Paris 19e                                  | +02 862 337,                |                                                                                            | | Ourcq                                     |
| Palais-Royal - Musée du Louvre          | (1) · (7)                     | 199                 | 19 juillet 1900    | Souterraine                  | Paris 1er                                  | +04 822 599,                |                                                                                            | (jusqu'en 1989 : Palais-Royal)                                                                            | Palais-Royal - Musée du Louvre            |
| Parmentier                              | (3)                           | 200                 | 19 octobre 1904    | Souterraine                  | Paris 11e                                  | +02 037 234,                |                                                                                            | | Parmentier                                |
| Passy                                   | (6)                           | 201                 | 6 novembre 1903    | Fleur de sol                 | Paris 16e                                  | +02 080 548,                |                                                                                            | | Passy                                     |
| Pasteur                                 | (6) · (12)                    | 202                 | 24 avril 1906      | Souterraine                  | Paris 15e                                  | +03 026 286,                |                                                                                            | | Pasteur                                   |
| Pelleport                               | (3bis)                        | 203                 | 27 novembre 1921   | Souterraine                  | Paris 20e                                  | +00229 524,                 |                                                                                            | | Pelleport                                 |
| Père Lachaise                           | (2) · (3)                     | 204                 | 25 février 1903    | Souterraine                  | Paris 11e, Paris 20e                       | +03 465 307,                |                                                                                            | | Père Lachaise                             |
| Pereire                                 | (3)                           | 205                 | 23 mai 1910        | Souterraine                  | Paris 17e                                  | +03 130 190,                | (Pereire - Levallois)                                                                      | | Pereire                                   |
| Pernety                                 | (13)                          | 206                 | 21 janvier 1937    | Souterraine                  | Paris 14e                                  | +02 173 567,                |                                                                                            | | Pernety                                   |
| Philippe Auguste                        | (2)                           | 207                 | 31 janvier 1903    | Souterraine                  | Paris 11e, Paris 20e                       | +01 262 653,                |                                                                                            | | Philippe Auguste                          |
| Picpus                                  | (6)                           | 208                 | 1er mars 1909      | Souterraine                  | Paris 12e                                  | +00931 602,                 |                                                                                            | (jusqu'en 1937 : Saint-Mandé)                                                                             | Picpus                                    |
| Pierre et Marie Curie                   | (7)                           | 209                 | 1er mai 1946       | Souterraine                  | Ivry-sur-Seine                             | +01 100 552,                |                                                                                            | (jusqu'en 2007 : Pierre Curie)                                                                            | Pierre et Marie Curie                     |
| Pigalle                                 | (2) · (12)                    | 210                 | 7 octobre 1902     | Souterraine                  | Paris 9e, Paris 18e                        | +03 501 831,                |                                                                                            | | Pigalle                                   |
| Place d'Italie                          | (5) · (6) · (7)               | 211                 | 24 avril 1906      | Souterraine                  | Paris 13e                                  | +07 119 097,                |                                                                                            | | Place d’Italie                            |
| Place de Clichy                         | (2) · (13)                    | 212                 | 7 octobre 1902     | Souterraine                  | Paris 9e, Paris 17e, Paris 18e             | +05 161 932,                |                                                                                            | | Place de Clichy                           |
| Place des Fêtes                         | (7bis) · (11)                 | 213                 | 18 juillet 1911    | Souterraine                  | Paris 19e                                  | +02 318 764,                |                                                                                            | : quai en direction de Pré-Saint-Gervais uniquement et ligne 7 de l'ouverture à 1967                      | Place des Fêtes                           |
| Place Monge                             | (7)                           | 214                 | 15 février 1930    | Souterraine                  | Paris 5e                                   | +01 837 996,                |                                                                                            | | Place Monge                               |
| Plaisance                               | (13)                          | 215                 | 21 janvier 1937    | Souterraine                  | Paris 14e                                  | +03 521 753,                |                                                                                            | | Plaisance                                 |
| Pointe du Lac                           | (8)                           | 216                 | 8 octobre 2011     | Fleur de sol                 | Créteil                                    | +02 114 438,                |                                                                                            | | Pointe du Lac                             |
| Poissonnière                            | (7)                           | 217                 | 5 novembre 1910    | Souterraine                  | Paris 9e, Paris 10e                        | +02 306 725,                |                                                                                            | | Poissonnière                              |
| Pont de Levallois - Bécon               | (3)                           | 218                 | 24 septembre 1937  | Souterraine                  | Levallois-Perret                           | +02 984 777,                |                                                                                            | | Pont de Levallois - Bécon                 |
| Pont de Neuilly                         | (1)                           | 219                 | 29 avril 1937      | Souterraine                  | Neuilly-sur-Seine                          | +04 809 503,                |                                                                                            | | Pont de Neuilly                           |
| Pont de Sèvres                          | (9)                           | 220                 | 3 février 1934     | Souterraine                  | Boulogne-Billancourt                       | +03 430 203,                |                                                                                            | | Pont de Sèvres                            |
| Pont Cardinet                           | (14)                          | 221                 | 14 décembre 2020   | Souterraine                  | Paris 17e                                  | +04 168 538,                | Transilien · Ligne L du Transilien                                                         | | Pont Cardinet                             |
| Pont Marie                              | (7)                           | 222                 | 16 avril 1926      | Souterraine                  | Paris 4e                                   | +01 101 482,                |                                                                                            | | Pont Marie                                |
| Pont-Neuf                               | (7)                           | 223                 | 16 avril 1926      | Souterraine                  | Paris 1er                                  | +01 188 930,                |                                                                                            | | Pont-Neuf                                 |
| Porte Dauphine                          | (2)                           | 224                 | 13 décembre 1900   | Souterraine                  | Paris 16e                                  | +02 021 656,                | (Avenue Foch)                                                                              | | Porte Dauphine                            |
| Porte d'Auteuil                         | (10)                          | 225                 | 30 septembre 1913  | Souterraine                  | Paris 16e                                  | +00375 748,                 |                                                                                            | quai direction Boulogne uniquement                                                                        | Porte d’Auteuil                           |
| Porte de Bagnolet                       | (3)                           | 226                 | 2 avril 1971       | Souterraine                  | Paris 20e                                  | +03 085 790,                | (T) · (3b)                                                                                 | | Porte de Bagnolet                         |
| Porte de Champerret                     | (3)                           | 227                 | 15 février 1911    | Souterraine                  | Paris 17e                                  | +02 101 673,                | (T) · (3b)                                                                                 | | Porte de Champerret                       |
| Porte de Charenton                      | (8)                           | 228                 | 5 mai 1931         | Souterraine                  | Paris 12e                                  | +01 529 778,                | (T) · (3a)                                                                                 | | Porte de Charenton                        |
| Porte de Choisy                         | (7)                           | 229                 | 7 mars 1930        | Souterraine                  | Paris 13e                                  | +01 592 144,                | (T) · (3a) · (9)                                                                           | | Porte de Choisy                           |
| Porte de Clichy                         | (13) · (14)                   | 230                 | 20 janvier 1912    | Souterraine                  | Paris 17e                                  | +05 278 497,                | (RER) · (C) · (T) · (3b)                                                                   | | Porte de Clichy                           |
| Porte de Clignancourt                   | (4)                           | 231                 | 21 avril 1908      | Souterraine                  | Paris 18e                                  | +05 611 814,                | (T) · (3b)                                                                                 | | Porte de Clignancourt                     |
| Porte de la Chapelle                    | (12)                          | 232                 | 23 août 1916       | Souterraine                  | Paris 18e                                  | +01 866 281,                | (T) · (3b)                                                                                 | | Porte de la Chapelle                      |
| Porte de la Villette                    | (7)                           | 233                 | 5 novembre 1910    | Souterraine                  | Paris 19e                                  | +02 706 288,                | (T) · (3b)                                                                                 | | Porte de la Villette                      |
| Porte de Montreuil                      | (9)                           | 234                 | 10 décembre 1933   | Souterraine                  | Paris 20e                                  | +03 067 413,                | (T) · (3b)                                                                                 | | Porte de Montreuil                        |
| Porte de Pantin                         | (5)                           | 235                 | 12 octobre 1942    | Souterraine                  | Paris 19e                                  | +03 374 733,                | (T) · (3b)                                                                                 | | Porte de Pantin                           |
| Porte de Saint-Cloud                    | (9)                           | 236                 | 29 septembre 1923  | Souterraine                  | Paris 16e                                  | +03 485 946,                |                                                                                            | | Porte de Saint-Cloud                      |
| Porte de Saint-Ouen                     | (13)                          | 237                 | 26 février 1911    | Souterraine                  | Paris 17e, Paris 18e                       | +02 710 638,                | (T) · (3b)                                                                                 | | Porte de Saint-Ouen                       |
| Porte de Vanves                         | (13)                          | 238                 | 21 janvier 1937    | Souterraine                  | Paris 14e                                  | +03 395 358,                | (T) · (3a)                                                                                 | | Porte de Vanves                           |
| Porte de Versailles                     | (12)                          | 239                 | 5 novembre 1910    | Souterraine                  | Paris 15e                                  | +03 268 157,                | (T) · (2) · (3a)                                                                           | déplacée                                                                                                  | Porte de Versailles                       |
| Porte de Vincennes                      | (1)                           | 240                 | 19 juillet 1900    | Souterraine                  | Paris 12e, Paris 20e                       | +05 446 602,                | (T) · (3a) · (3b)                                                                          | | Porte de Vincennes                        |
| Porte des Lilas                         | (3bis) · (11)                 | 241                 | 27 novembre 1921   | Souterraine                  | Paris 19e, Paris 20e                       | +03 105 016,                | (T) · (3b)                                                                                 | ligne 3bis : ligne 3 de l'ouverture à 1971                                                                | Porte des Lilas                           |
| Porte d'Italie                          | (7)                           | 242                 | 7 mars 1930        | Souterraine                  | Paris 13e                                  | +01 507 152,                | (T) · (3a)                                                                                 | | Porte d’Italie                            |
| Porte d'Ivry                            | (7)                           | 243                 | 26 avril 1931      | Souterraine                  | Paris 13e                                  | +01 282 199,                | (T) · (3a)                                                                                 | | Porte d’Ivry                              |
| Porte Dorée                             | (8)                           | 244                 | 5 mai 1931         | Souterraine                  | Paris 12e                                  | +01 918 182,                | (T) · (3a)                                                                                 | | Porte Dorée                               |
| Porte d'Orléans                         | (4)                           | 245                 | 30 octobre 1909    | Souterraine                  | Paris 14e                                  | +04 175 817,                | (T) · (3a)                                                                                 | | Porte d’Orléans                           |
| Porte Maillot                           | (1)                           | 246                 | 19 juillet 1900    | Souterraine                  | Paris 16e, Paris 17e                       | +04 138 301,                | (Neuilly - Porte Maillot)                                                                  | déplacée                                                                                                  | Porte Maillot                             |
| Pré-Saint-Gervais                       | (7bis)                        | 247                 | 18 janvier 1911    | Souterraine                  | Paris 19e                                  | +00282 626,                 | (Hôpital Robert-Debré)                                                                     | Terminus officiel (sur boucle)                                                                            | Pré-Saint-Gervais                         |
| Pyramides                               | (7) · (14)                    | 248                 | 1er juillet 1916   | Souterraine                  | Paris 1er                                  | +03 962 698,                |                                                                                            | | Pyramides                                 |
| Pyrénées                                | (11)                          | 249                 | 28 avril 1935      | Souterraine                  | Paris 19e, Paris 20e                       | +02 288 587,                |                                                                                            | | Pyrénées                                  |
| Quai de la Gare                         | (6)                           | 250                 | 1er mars 1909      | Aérienne                     | Paris 13e                                  | +01 735 465,                |                                                                                            | | Quai de la Gare                           |
| Quai de la Rapée                        | (5)                           | 251                 | 13 juillet 1906    | Fleur de sol                 | Paris 12e                                  | +00798 728,                 |                                                                                            | (jusqu'en 1916 : Pont d'Austerlitz, jusqu'en 1907 : Place Mazas)                                          | Quai de la Rapée                          |
| Quatre-Septembre                        | (3)                           | 252                 | 3 novembre 1904    | Souterraine                  | Paris 2e                                   | +01 165 004,                |                                                                                            | | Quatre-Septembre                          |
| Rambuteau                               | (11)                          | 253                 | 28 avril 1935      | Souterraine                  | Paris 3e, Paris 4e                         | +02 127 291,                |                                                                                            | | Rambuteau                                 |
| Ranelagh                                | (9)                           | 254                 | 8 novembre 1922    | Souterraine                  | Paris 16e                                  | +01 779 206,                |                                                                                            | | Ranelagh                                  |
| Raspail                                 | (4) · (6)                     | 255                 | 24 avril 1906      | Souterraine                  | Paris 14e                                  | +01 238 357,                |                                                                                            | | Raspail                                   |
| Réaumur - Sébastopol                    | (3) · (4)                     | 256                 | 19 octobre 1904    | Souterraine                  | Paris 2e, Paris 3e                         | +03 579 544,                |                                                                                            | (jusqu'en 1907 : Rue Saint-Denis)                                                                         | Réaumur - Sébastopol                      |
| Rennes                                  | (12)                          | 257                 | 5 novembre 1910    | Souterraine                  | Paris 6e                                   | +00861 334,                 |                                                                                            | | Rennes                                    |
| République                              | (3) · (5) · (8) · (9) · (11)  | 258                 | 19 octobre 1904    | Souterraine                  | Paris 3e, Paris 10e, Paris 11e             | +11 079 708,                |                                                                                            | | République                                |
| Reuilly - Diderot                       | (1) · (8)                     | 259                 | 20 août 1900       | Souterraine                  | Paris 12e                                  | +04 580 091,                |                                                                                            | (jusqu'en 1931 : Rue de Reuilly)                                                                          | Reuilly - Diderot                         |
| Richard-Lenoir                          | (5)                           | 260                 | 17 décembre 1906   | Souterraine                  | Paris 11e                                  | +01 544 636,                |                                                                                            | | Richard-Lenoir                            |
| Richelieu - Drouot                      | (8) · (9)                     | 261                 | 30 juin 1928       | Souterraine                  | Paris 2e, Paris 9e                         | +02 994 510,                |                                                                                            | | Richelieu - Drouot                        |
| Riquet                                  | (7)                           | 262                 | 5 novembre 1910    | Souterraine                  | Paris 19e                                  | +01 588 438,                |                                                                                            | | Riquet                                    |
| Robespierre                             | (9)                           | 263                 | 14 octobre 1937    | Souterraine                  | Montreuil                                  | +02 986 308,                |                                                                                            | | Robespierre                               |
| Romainville - Carnot                    | (11)                          | 264                 | 13 juin 2024       | Souterraine                  | Romainville, Noisy-le-Sec                  | /                           |                                                                                            | | Romainville - Carnot                      |
| Rome                                    | (2)                           | 265                 | 6 novembre 1902    | Souterraine                  | Paris 8e, Paris 17e                        | +01 696 331,                |                                                                                            | | Rome                                      |
| Rosny-Bois-Perrier                      | (11)                          | 266                 | 13 juin 2024       | Souterraine                  | Rosny-sous-Bois                            | /                           | (RER) · (E)                                                                                | | Rosny-Bois-Perrier                        |
| Rue de la Pompe                         | (9)                           | 267                 | 8 novembre 1922    | Souterraine                  | Paris 16e                                  | +02 449 458,                |                                                                                            | | Rue de la Pompe                           |
| Rue des Boulets                         | (9)                           | 268                 | 10 décembre 1933   | Souterraine                  | Paris 11e                                  | +01 832 442,                |                                                                                            | (jusqu'en 1998 : Rue des Boulets - Rue de Montreuil)                                                      | Rue des Boulets                           |
| Rue du Bac                              | (12)                          | 269                 | 5 novembre 1910    | Souterraine                  | Paris 7e                                   | +01 423 364,                |                                                                                            | | Rue du Bac                                |
| Rue Saint-Maur                          | (3)                           | 270                 | 19 octobre 1904    | Souterraine                  | Paris 11e                                  | +02 004 445,                |                                                                                            | (jusqu'en 1998 : Saint-Maur)                                                                              | Rue Saint-Maur                            |
| Saint-Ambroise                          | (9)                           | 271                 | 10 décembre 1933   | Souterraine                  | Paris 11e                                  | +02 158 466,                |                                                                                            | | Saint-Ambroise                            |
| Saint-Augustin                          | (9)                           | 272                 | 27 mai 1923        | Souterraine                  | Paris 8e                                   | +01 934 106,                | (Saint-Lazare)                                                                             | | Saint-Augustin                            |
| Saint-Denis Pleyel                      | (14)                          | 273                 | 24 juin 2024       | Souterraine                  | Saint-Denis                                | /                           |                                                                                            | Exploité par Keolis                                                                                       | Saint-Denis - Porte de Paris              |
| Saint-Denis - Porte de Paris            | (13)                          | 274                 | 26 mai 1976        | Souterraine                  | Saint-Denis                                | +03 355 836,                | (T) · (8)                                                                                  | | Saint-Denis - Porte de Paris              |
| Saint-Denis - Université                | (13)                          | 275                 | 25 mai 1998        | Souterraine                  | Saint-Denis                                | +03 569 990,                | (T) · (5)                                                                                  | | Saint-Denis - Université                  |
| Saint-Fargeau                           | (3bis)                        | 256                 | 27 novembre 1921   | Souterraine                  | Paris 20e                                  | +00472 258,                 |                                                                                            | | Saint-Fargeau                             |
| Saint-François-Xavier                   | (13)                          | 277                 | 30 décembre 1923   | Souterraine                  | Paris 7e                                   | +01 213 378,                |                                                                                            | | Saint-François-Xavier                     |
| Saint-Georges                           | (12)                          | 278                 | 8 avril 1911       | Souterraine                  | Paris 9e                                   | +01 258 381,                |                                                                                            | | Saint-Georges                             |
| Saint-Germain-des-Prés                  | (4)                           | 279                 | 9 janvier 1910     | Souterraine                  | Paris 6e                                   | +02 378 860,                |                                                                                            | | Saint-Germain-des-Prés                    |
| Saint-Jacques                           | (6)                           | 280                 | 24 avril 1906      | Fleur de sol                 | Paris 14e                                  | +01 407 837,                |                                                                                            | | Saint-Jacques                             |
| Saint-Lazare                            | (3) · (12) · (13) · (14)      | 281                 | 19 octobre 1904    | Souterraine                  | Paris 8e, Paris 9e                         | +33 128 384,                | (Saint-Augustin) , TER Normandie (Haussmann - Saint-Lazare)                                | | Saint-Lazare                              |
| Saint-Mandé                             | (1)                           | 282                 | 24 mars 1934       | Souterraine                  | Saint-Mandé                                | +03 944 640,                |                                                                                            | (jusqu'en 1937 : Tourelle ; de 1937 à 2002 : Saint-Mandé - Tourelle)                                      | Saint-Mandé                               |
| Saint-Marcel                            | (5)                           | 283                 | 2 juin 1906        | Souterraine                  | Paris 13e                                  | +01 666 744,                |                                                                                            | | Saint-Marcel                              |
| Saint-Michel                            | (4)                           | 284                 | 9 septembre 1910   | Souterraine                  | Paris 5e, Paris 6e                         | +03 747 385,                | (Saint-Michel - Notre-Dame)                                                                | | Saint-Michel                              |
| Saint-Ouen                              | (14)                          | 285                 | 14 décembre 2020   | Souterraine                  | Clichy, Saint-Ouen-sur-Seine               | +03 420 852,                | (RER) · (C)                                                                                | | Saint-Ouen                                |
| Saint-Paul                              | (1)                           | 286                 | 6 août 1900        | Souterraine                  | Paris 4e                                   | +04 295 823,                |                                                                                            | | Saint-Paul                                |
| Saint-Philippe du Roule                 | (9)                           | 287                 | 27 mai 1923        | Souterraine                  | Paris 8e                                   | +01 935 004,                |                                                                                            | | Saint-Philippe du Roule                   |
| Saint-Placide                           | (4)                           | 288                 | 9 janvier 1910     | Souterraine                  | Paris 6e                                   | +02 391 205,                |                                                                                            | (jusqu'en 1913 : Vaugirard)                                                                               | Saint-Placide                             |
| Saint-Sébastien - Froissart             | (8)                           | 289                 | 5 mai 1931         | Souterraine                  | Paris 3e, Paris 11e                        | +01 151 192,                |                                                                                            | (jusqu'en 1932 : Saint-Sébastien)                                                                         | Saint-Sébastien - Froissart               |
| Saint-Sulpice                           | (4)                           | 290                 | 9 janvier 1910     | Souterraine                  | Paris 6e                                   | +01 571 987,                |                                                                                            | |                                           |
| Ségur                                   | (10)                          | 291                 | 29 juillet 1937    | Souterraine                  | Paris 7e, Paris 15e                        | +01 100 151,                |                                                                                            | | Ségur                                     |
| Sentier                                 | (3)                           | 292                 | 20 novembre 1904   | Souterraine                  | Paris 2e                                   | +02 222 744,                |                                                                                            | | Sentier                                   |
| Serge Gainsbourg                        | (11)                          | 293                 | 13 juin 2024       | Souterraine                  | Les Lilas                                  | /                           |                                                                                            | | Serge Gainsbourg                          |
| Sèvres - Babylone                       | (10) · (12)                   | 294                 | 5 novembre 1910    | Souterraine                  | Paris 6e, Paris 7e                         | +03 392 504,                |                                                                                            | (jusqu'en 1923 : Sèvres - Croix-Rouge)                                                                    | Sèvres - Babylone                         |
| Sèvres - Lecourbe                       | (6)                           | 295                 | 24 avril 1906      | Aérienne                     | Paris 15e                                  | +01 257 040,                |                                                                                            | (jusqu'en 1907 : Avenue de Suffren ; de 1907 à 1913 : Rue de Sèvres)                                      | Sèvres - Lecourbe                         |
| Simplon                                 | (4)                           | 296                 | 14 mai 1908        | Souterraine                  | Paris 18e                                  | +02 056 501,                |                                                                                            | |                                           |
| Solférino                               | (12)                          | 297                 | 5 novembre 1910    | Souterraine                  | Paris 7e                                   | +01 269 143,                |                                                                                            | | Solférino                                 |
| Stalingrad                              | (2) · (5) · (7)               | 298                 | 31 janvier 1903    | : Aérienne : Souterraine     | Paris 10e, Paris 19e                       | +04 924 583,                |                                                                                            | (jusqu'en 1942 : Aubervilliers ; de 1942 à 1946 : Aubervilliers - Boulevard de la Villette)               | Stalingrad                                |
| Strasbourg - Saint-Denis                | (4) · (8) · (9)               | 299                 | 5 mai 1908         | Souterraine                  | Paris 2e, Paris 3e, Paris 10e              | +06 345 770,                |                                                                                            | (jusqu'en 1931 Boulevard Saint-Denis)                                                                     | Strasbourg - Saint-Denis                  |
| Sully - Morland                         | (7)                           | 300                 | 3 juin 1930        | Souterraine                  | Paris 4e                                   | +01 124 169,                |                                                                                            | | Sully - Morland                           |
| Télégraphe                              | (11)                          | 301                 | 28 avril 1935      | Souterraine                  | Paris 19e, Paris 20e                       | +01 636 898,                |                                                                                            | | Télégraphe                                |
| Temple                                  | (3)                           | 302                 | 19 octobre 1904    | Souterraine                  | Paris 3e                                   | +00891 858,                 |                                                                                            | | Temple                                    |
| Ternes                                  | (2)                           | 303                 | 7 octobre 1902     | Souterraine                  | Paris 8e, Paris 17e                        | +02 292 256,                |                                                                                            | | Ternes                                    |
| Thiais - Orly                           | (14)                          | 304                 | 24 juin 2024       | Souterraine                  | Thiais                                     | /                           | (Pont de Rungis - Aéroport d'Orly)                                                         | | Thiais - Orly                             |
| Tolbiac                                 | (7)                           | 305                 | 7 mars 1930        | Souterraine                  | Paris 13e                                  | +02 287 918,                |                                                                                            | | Tolbiac                                   |
| Trinité - d'Estienne d'Orves            | (12)                          | 306                 | 5 novembre 1910    | Souterraine                  | Paris 9e                                   | +01 051 982,                |                                                                                            | | Trinité - d’Estienne d’Orves              |
| Trocadéro                               | (6) · (9)                     | 307                 | 2 octobre 1900     | Souterraine                  | Paris 16e                                  | +05 284 134,                |                                                                                            | | Trocadéro                                 |
| Tuileries                               | (1)                           | 308                 | 19 juillet 1900    | Souterraine                  | Paris 1er                                  | +01 859 552,                |                                                                                            | | Tuileries                                 |
| Vaneau                                  | (10)                          | 309                 | 30 décembre 1923   | Souterraine                  | Paris 7e                                   | +00725 826,                 |                                                                                            | | Vaneau                                    |
| Varenne                                 | (13)                          | 310                 | 30 décembre 1923   | Souterraine                  | Paris 7e                                   | +00782 697,                 |                                                                                            | | Varenne                                   |
| Vaugirard                               | (12)                          | 311                 | 5 novembre 1910    | Souterraine                  | Paris 15e                                  | +02 482 886,                |                                                                                            | | Vaugirard                                 |
| Vavin                                   | (4)                           | 312                 | 9 janvier 1910     | Souterraine                  | Paris 6e, Paris 14e                        | +01 322 588,                |                                                                                            | | Vavin                                     |
| Victor Hugo                             | (2)                           | 313                 | 13 décembre 1900   | Souterraine                  | Paris 16e                                  | +02 801 041,                |                                                                                            | station déplacée                                                                                          | Victor Hugo                               |
| Villejuif - Gustave Roussy              | (14)                          | 314                 | 18 janvier 2025    | Souterraine                  | Villejuif                                  | /                           |                                                                                            | | Villejuif - Gustave Roussy                |
| Villejuif - Léo Lagrange                | (7)                           | 315                 | 28 février 1985    | Souterraine                  | Villejuif                                  | +01 952 627,                |                                                                                            | | Villejuif - Léo Lagrange                  |
| Villejuif - Louis Aragon                | (7)                           | 316                 | 28 février 1985    | Souterraine                  | Villejuif                                  | +05 218 070,                | (T) · (7)                                                                                  | | Villejuif - Louis Aragon                  |
| Villejuif - Paul Vaillant-Couturier     | (7)                           | 317                 | 28 février 1985    | Souterraine                  | Villejuif                                  | +01 764 879,                |                                                                                            | | Villejuif - Paul Vaillant-Couturier       |
| Villiers                                | (2) · (3)                     | 318                 | 26 janvier 1903    | Souterraine                  | Paris 8e, Paris 17e                        | +03 586 376,                |                                                                                            | | Villiers                                  |
| Volontaires                             | (12)                          | 319                 | 5 novembre 1910    | Souterraine                  | Paris 15e                                  | +01 734 848,                |                                                                                            | | Volontaires                               |
| Voltaire                                | (9)                           | 320                 | 10 décembre 1933   | Souterraine                  | Paris 11e                                  | +03 454 006,                |                                                                                            | | Voltaire                                  |
| Wagram                                  | (3)                           | 321                 | 23 mai 1910        | Souterraine                  | Paris 17e                                  | +01 508 617,                |                                                                                            | | Wagram                                    |

## Stations fermées

### Stations nominatives fermées au public
| Station       | Ligne(s)  | Mise en service  | Fermeture        | Situation   |
| ------------- | --------- | ---------------- | ---------------- | ----------- |
| Arsenal       | (5)       | 17 décembre 1906 | 2 septembre 1939 | Souterraine |
| Champ de Mars | (8)       | 13 juillet 1913  | 2 septembre 1939 | Souterraine |
| Saint-Martin  | (8) · (9) | 5 mai 1931       | 2 septembre 1939 | Souterraine |
| Croix-Rouge   | (10)      | 10 décembre 1923 | 2 septembre 1939 | Souterraine |

### Stations nominatives jamais ouvertes au public
| Station               | Ligne(s)        | Situation                                      | Situation   | Particularité                      |
| --------------------- | --------------- | ---------------------------------------------- | ----------- | ---------------------------------- |
| La Défense - Michelet | (1)             | En dehors du réseau                            | Souterraine | Jamais ouverte, gros œuvre réalisé |
| Élysées La Défense    | (1)             | En dehors du réseau                            | Souterraine | Jamais ouverte, gros œuvre réalisé |
| Haxo                  | (3bis) · (7bis) | Sur un raccordement (nommé « Voie des Fêtes ») | Souterraine | Jamais ouverte, quai réalisé       |
| Porte Molitor         | (9) · (10)      | Sur un raccordement (nommé « Voie Murat »)     | Souterraine | Jamais ouverte, quai réalisé       |

### Points d'arrêts fermés au public
| Station             | Ligne(s) | Ouverture        | Fermeture                       | Situation   | observation                                                                                        |
| ------------------- | -------- | ---------------- | ------------------------------- | ----------- | -------------------------------------------------------------------------------------------------- |
| Porte Maillot       | (1)      | 19 juillet 1900  | 15 novembre 1937                | Souterraine | Station recréée plus loin à l'occasion du prolongement en banlieue                                 |
| Victor Hugo         | (2)      | 13 octobre 1900  | 1931                            | Souterraine | Station recréée après la courbe où elle était implantée                                            |
| Porte des Lilas     | (3bis)   | 21 novembre 1921 | 3 septembre 1939 ou 31 mai 1956 | Souterraine | Station fermée lors de la fin du service « navette ». Utilisée pour les tournages                  |
| Les Halles          | (4)      | 21 avril 1908    | 2 octobre 1977                  | Souterraine | Station détruite et déplacée à l'occasion de la création du RER et du centre commercial des Halles |
| Gare du Nord USFRT  | (5)      | 15 novembre 1907 | 12 octobre 1942                 | Souterraine | Station fermée à l'occasion du prolongement de la ligne 5. Convertie en station de formation       |
| Invalides           | (8)      | -                | -                               | Souterraine | Quai jamais ouvert                                                                                 |
| Porte de Versailles | (12)     | 5 novembre 1910  | 30 janvier 1930                 | Souterraine | Station déplacée en 1930 pour mieux desservir le parc des Expositions                              |

## Station fusionnée
| Station       | Ligne(s) | Ouverture       | Fusion       | Situation   | observation                                                                                 |
| ------------- | -------- | --------------- | ------------ | ----------- | ------------------------------------------------------------------------------------------- |
| Martin Nadaud | (3)      | 25 janvier 1905 | 23 août 1969 | Souterraine | Station fusionnée avec la station Gambetta : les quais servent désormais de couloir d'accès |